# توماس هوي
توماس هوي (1659-1718) كان طبيبًا وشاعرًا إنجليزيًا.

## حياته
ولد في 12 ديسمبر 1659، وكان ابن كليمنت هوي من لندن. تم قبوله في مدرسة ميرشانت تايلورز في عام 1672، وانتخب زميل اختباري في كلية سانت جون، أكسفورد، في عام 1675. تخرج من شهادة البكالوريوس 1680. وماجستير في الفن عام 1684. وماجستير في الأعمال عام 1686. ودكتور في الطب عام 1689.
تم تعيينه أستاذا للفيزياء في جامعة أكسفورد في عام 1698. يقول توماس هيرن، الذي من غير المرجح أن يكون رأيه في الكنيسة المنخفضة محايداً، أنه مدين بتعيينه لتأثير الدكتور جيبونز مع اللورد سومرز، وأنه أهمل بشكل فاضح واجبات مكتبه.
وفقًا لأنتوني وود، كان يمارس عمله كطبيب «في منطقة وارويك القديمة وبالقرب منها»، ولكن في عام 1698، تحدث جون إيفلين، الذي يكتب من قرية ووتون، عن الدكتور هوي باعتباره «شخصًا مثقفًا للغاية، وفضوليًا، وبارعًا، وجارنا في ساري». انتخب زميلاً في الجمعية الملكية في ديسمبر 1697. مات، كما يقال، في جامايكا عام 1718 تقريبًا.

## أعماله
بالإضافة إلى المساهمة في ترجمات موراليا بلوتارخ، 1684، لكورنيليوس نيبوس، 1684، وسوتونيوس حياة تيبيريوس 1689،  لقد نشر:
- مقالتان، «أوفيد دي آرتي أماندي، أو فن الحب (Ovid de arte Amandi)،» الكتاب الأول، و'Hero and  Leander of Musæus from the Greek، لندن، 1682.

- مقال'Agathocles, the Sicilian Usurper، لندن، 1683